# Bullerup
Bullerup er en bydel i den nordøstlige del af Odense, beliggende 6 km fra Odense centrum. Bullerup omfatter også nabobydelen Agedrup, som den er vokset sammen med.

## Sogn og kommune
Det meste af Bullerup hører til Agedrup Sogn. Agedrup Kirke ligger i Agedrups sydøstlige del. Agedrup var allerede vokset sammen med Bullerup og blevet en bydel i byen Bullerup, da Agedrup Sognekommune ved kommunalreformen i 1970 blev indlemmet i Odense Kommune. Derefter var Bullerup i en årrække en by i Odense Kommune, men siden 1. januar 2007 har Danmarks Statistik anset Bullerup for at være en bydel i selve Odense. Det skyldes at Bullerup er vokset sammen med bydelen Seden, som er vokset sammen med Odense. Det vestligste hjørne af Bullerup hører til Seden Sogn. Seden Kirke ligger i den nordvestlige del af Seden.

## Faciliteter
Skole og idrætshal ligger i Agedrup lige på den anden side af Vejrup Å, der adskiller de to bydele. Bullerup private Børnehave blev etableret i 1968 som den selvejende institution Bullerup Børnehave, men den blev privat, da kommunen i 2008 opsagde samarbejdet. Den er godkendt til 46 børnehavepladser og 12 vuggestuepladser. Børnehuset Pilebækken, der er kommunalt, er normeret til 45 børnehavebørn.
Bullerup Svømmebad og Sundhedshus har et bassin på 5 x 8 x 1,3 meter og tilbyder foruden svømning for babyer og voksne en række aktiviteter og terapier i vand: vandaerobic, vandgymnastik, hydroterapi (fysioterapi i vand) og fødselsforberedelse.
Møllekroen har 3 selskabslokaler til 15-200 personer. Bullerup har SuperBrugs og pizzaria.

## Historie

### Bullerup Hovedgård
Bullerup nævnes første gang i 1383 i formen Boldorp, hvor første led er mandsnavnet Bolli og anden del er "torp" (bebyggelse). Bullerup bestod dengang af 9 gårde og Bullerup Hovedgård (Bullerupgård, senere Bullerup Skovgård). Hovedgården har været ejet af medlemmer af kendte adelsslægter som Ulfeldt, Mule, Basse og Gøje. I 1441 kom godset ind under Antvorskov Kloster. Senere kom gårdene under Østergård indtil midten af 1800-tallet. Hovedgården skal være ødelagt under svenskekrigene.

### Bullerup Vandmølle
Bullerup Vandmølle ved Vejrup Å nævnes første gang i 1400-tallet. Møllen bestod af en møllebygning og avlsbygninger på begge sider af åën. Det hele brændte ned 16. juni 1924, men blev genopført hvor Møllekroen nu ligger.

### Stationsbyen
I 1899 beskrives Bullerup ganske kort: "Bullerup, ved Landevejen, med Mølle og Jærnbaneholdepl.;" Målebordsbladet fra 1900-tallet viser desuden et jordemoderhus.
Bullerup fik fra starten trinbræt på Odense-Kerteminde-Dalby Jernbane, der blev åbnet i 1900, men i 1907 blev Bullerup oprykket til billetsalgssted. Der blev opført en ekspeditionsbygning og anlagt et kombineret krydsnings- og læssespor med siderampe og stikspor til enderampe. Desuden var der sidespor til banens egen grusgrav. I 1914 blev banen forlænget til Martofte og kom til at hedde Odense-Kerteminde-Martofte Jernbane.
Banen blev nedlagt i 1966. Stationsbygningen er bevaret i ombygget skikkelse på Kærhaven 2. Herfra går der stier, der følger banens tracé mod vest til Helsted i Seden (½ km) og mod øst til Agedrupvej i Agedrup (1 km).